# Abnormalita
Abnormální chování je charakterizováno jako lidské chování, jež není ve společnosti běžné, tudíž se vzdaluje od statické normy. Jelikož se normální chování liší v různých kulturách a společenstvích, pro odsouzení chování jakožto abnormálního je nutné vycházet ze sociokulturního kontextu, ve kterém se jedinec určitým způsobem zachoval.
Jako normální chování chápeme chování, jež odpovídá hodnotám, mravům a očekáváním společnosti, normální jedinec je zároveň schopný své chování ovládat a objektivně vnímat realitu. Dále vykazuje znaky jako schopnost autonomie, pozitivní vnímání sám sebe, navazování vztahů s ostatními a je schopen zvládat každodenní situace. Naopak za abnormální chování považujeme chování sociálně maladaptivní, tj. chování, které překáží fungování jedince ve společnosti, nebo společnosti přímo škodí, vzdaluje se od zavedené normy. Zároveň se jedná o abnormální, pokud poškozuje samotného jedince kvůli jeho vlastním myšlenkám a pocitům.
Abnormálním chováním se zabývá abnormální psychologie, která se snaží o výzkum a interpretaci abnormálních jevů a chování.
Pod abnormální chování řadíme širokou škálu jevů a duševních poruch, nejčastěji deprese, úzkostné poruchy, fobie a ADHD. Procento populace trpící psychickými poruchami dnes činí 13,4 %. Mezi nejběžnější patří úzkostné poruchy, ADHD, poruchy chování a depresivní porucha. Dále kupříkladu v Evropě činí průměrná roční míra sebevražd v letech 2013-2020 13,9 na 100 000 obyvatel.
Pokud je vzorec abnormálního chování celoživotní, jedná se o poruchu osobnosti.

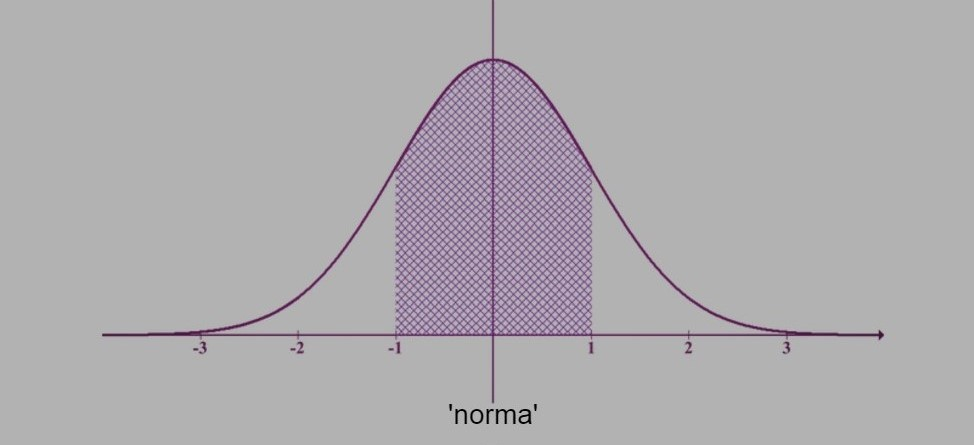
Gaussova křivka normálního rozdělení uplatněna na pravděpodobnost abnormality ve společnosti.